# 曹锦如
曹锦如（1925年—2015年11月3日），中华人民共和国政治人物，原国家宗教事务局党组成员、副局长，中华全国青年联合会副主席。